# Reserva natural estricta San Antonio
La reserva natural estricta San Antonio se encuentra en el noreste de la provincia de Misiones, en el departamento General Belgrano, a 5 km del pueblo homónimo y a 338 km de la ciudad capital provincial de Posadas, a 26°08′S 53°43′O / -26.133, -53.717. Su superficie se habían estimado unas 600 ha, pero estudios posteriores sostienen que tiene unas 450 (actualmente las tierras no tienen mensura).

## Creación
El decreto n.º 2148/1990 de 10 de octubre de 1990 creó la categoría reserva natural estricta para ser aplicada por decreto del Gobierno nacional a sectores de los parques nacionales existentes para convertirlos en sus núcleos intangibles. Fue definida como: aquellas áreas del dominio de la Nación de gran valor biológico que sean representativas de los distintos ecosistemas del país o que contengan importantes poblaciones de especies animales o vegetales autóctonas. Esta norma fue complementada por el decreto n.º 2149/1990 del mismo día que creó reservas naturales estrictas ubicadas en parques nacionales y en el monumento nacional de los Bosques Petrificados. Este decreto creó además 3 reservas naturales estrictas en áreas de dominio de la Nación que no estaban incorporadas al sistema nacional, entre ellas la reserva San Antonio, en las que las provincias mantuvieron su jurisdicción respectiva no cedida. La reserva natural estricta San Antonio fue creada en un sector de la estación forestal del Instituto Forestal Nacional (IFONA) ubicada en el departamento General Belgrano, mientras que el resto de los terrenos pasaron a ser la Estación Experimental del INTA General Belgrano luego de la disolución del IFONA el 31 de octubre de 1991.
Esta figura de reserva natural estricta impone el mayor grado de intangibilidad al área aplicada. Allí, con la clausura, la interferencia humana directa se reduce al mínimo (no se permiten visitas, salvo por fin científico autorizado y/o para control y vigilancia) con el fin de permitir a las comunidades vegetales y animales y procesos ecológicos se desarrollen libre y espontáneamente.

## Características generales
El río San Antonio, frontera con el Brasil, constituye su límite norte y el arroyo El Pesado el oeste. Al sur, limita con los campos de la Estación Experimental del Instituto Nacional de Tecnología Agropecuaria Gral. Belgrano. Esta área fue la "Estación Forestal Gral. Manuel Belgrano", del IFONA, que hacía experimentaciones con árboles forestales (coníferas,  eucaliptus), y mantenía una clausura intacta de flora nativa. Con la disolución del Instituto Forestal Nacional, la Administración de Parques Nacionales recibió parte de estas tierras y crea la reserva.
La reserva conserva una flora diferente a la del parque nacional Iguazú que es la selva misionera pero, al estar ubicada a 560 m s. n. m., tiene características únicas: se trata de los bosques de Araucarias. Que en Misiones en 1960 habían 210 000 Ha y actualmente quedan apenas unas 2000.
Son frecuentes los especímenes de yerba mate, laurel negro, guatambú blanco, esta muestra de bosque de pino paraná tiene ejemplares naturales de pino paraná o curí (Araucaria angustifolia), típico de los sectores serranos elevados y más fríos del sudeste brasileño. Esta sp. es una conífera nativa de la misma familia del pehuén, la araucaria de la Patagonia. De gran porte, alcanza 30 m de altura, con semillas comestibles que son aprovechadas por los pobladores.
Se suma a los parques provinciales Cruce Caballero y de la Araucaria, preserva los últimos reductos de estos bosques que, de las 210 000 ha calculadas en 1960, quedan 1200.

## Orografía
- Misiones está formado por grandes mantos de rocas efusivas básicas (de expulsión de lava volcánica), de constitución compacta y verde oscuro o negruzco: meláfiros. Es una formación del período Triásico, (Leanza, 1958). Fuera de la provincia, estos afloramientos se hallan en el noreste de Corrientes y continúan por la ribera del río Uruguay hasta la ciudad de Concordia.

Las serranías del reborde meridional del macizo de Brasilia (varias capas de basalto de distintas edades con intercalaciones de areniscas de cuarzo), muy erosionadas, dan forma a pequeñas sierras conocidas como Imán, Misiones y Santa Victoria. Su altitud aumenta hacia el noreste y alcanzan hasta 800 m s. n. m. en la línea que une a San Pedro (Misiones) y Bernardo de Irigoyen (Misiones). Las sierras de la Victoria son divisoria de aguas entre los ríos Paraná e Iguazú y las de Imán y de Misiones entre el río Paraná y el río Uruguay.

## Fisiografía
Temperaturas elevadas y abundantes lluvias modelaron el paisaje debido a los distintos ciclos erosivos. Resulta en múltiples valles labrados por una red hídrica profusa, cuyos cursos cambian de rumbo bruscamente para acomodarse al desnivel entre los distintos mantos de basalto, formando saltos.
El color rojizo característico del suelo misionero, responde al proceso de alteración basáltica en condiciones de clima cálido y húmedo. Y el relieve y la flora afectan en la variación de tonos de la tierra del rojizo intenso a rosados tenues.
Un extremo de las sierras de la Victoria llega a la localidad de Bernardo de Irigoyen, por tanto la reserva San Antonio está afectada por estas elevaciones.

## Hidrografía
En la parte norte del límite provincial oeste lo hace el río San Antonio, que es también el límite este de la reserva estricta. En la frontera con Brasil, hay 23 km entre el río San Antonio y el Pepirí Guazú, como ocurre en una porción del límite de la reserva San Antonio.
Por la reserva pasan los arroyos Pesado, Tigre y Rolador. En un sector, el río San Antonio tiene 10 m de cauce y 1 m de profundidad, indicando ser un río secundario. Fuera del área de la reserva, hay un sector para su futura ampliación, donde el arroyo Rolador produce un salto importante conocido como Rolador o Tupá-sy (Dios en guaraní).

## Clima
La reserva natural San Antonio tiene clima tropical sin estación seca, con escasa variación anual de la Tº y abundancia de lluvias. Yendo al oeste, estos parámetros se atenúan hasta aparecer una estación seca.
- Mes más caluroso, febrero. Temperatura media: 26 °C
- Mes más frío, julio. Temperatura media: 14,5 °C
- Humedad: relativa ambiente: 70 a 90 %
- Lluvias: 2500 a 3000 mm/año. En la provincia de Misiones, las precipitaciones aumentan de sudoeste a noreste
- Vientos: 10 km/h

Una característica climática de la zona es la amplitud térmica diaria más acentuada que la estacional, formándose abundante rocío por la noche.

## Flora
Según Cabrera (1976) es una provincia tropical oriental, con tres subdivisiones: 
- distrito de las selvas mixtas, al que pertenece la zona del P. N. Iguazú
- el distrito de los campos, donde predominan sabanas con algunos manchones de selva
- el distrito de los pinares, que se extiende por el extremo oriental de la provincia y se caracteriza por la notable presencia de pinares de Araucaria angustifolia, con ejemplares de más de 30 m de altura.

En el "Programa de Desarrollo Institucional Ambiental PRODIA, 1999" para las ecorregiones de Argentina, incluye al territorio de Misiones en la ecorregión de la selva paranaense, que comprende toda la selva húmeda desarrollada en las cuencas de los río Paraná y río Uruguay (su dominio entra en territorio paraguayo y brasileño). En esta formación la vegetación forma cinco estratos definidos, el más alto supera 30 m.
En esta ecorregión hay géneros exclusivos -aunque muchos son compartidos con la ecorregión de las Yungas– como Araucaria, Holocalyx, Cabralea, Machaerium. En Araucaria se incluye al pino misionero, pino paraná o kurý (en guaraní) Araucaria angustifolia: principal integrante de la flora de la reserva natural estricta San Antonio.
El pino paraná es el árbol maderero más importante de Argentina. Se encuentra en los estados brasileños de Río Grande del Sur, Santa Catarina, Paraná y en el nordeste de Misiones, en la Argentina. Han sido bosques excesivamente explotados; en 1960 había 220 000 ha, en 2006 quedan 1100, protegidas por esta reserva y por los parques provinciales Cruce Caballero de la Araucaria y Urugua-í. Este pino es monumento natural provincial por la ley n.º 2380.
- El pino misionero ocupa el estrato más alto de la selva de la reserva San Antonio.
- 2º nivel: guatambú blanco (Balfourodendron riedelianum), la yerba mate (Ilex paraguariensis), el laurel negro (Nectandra megapotamica), el guayaibí o guayubira (Patagonula americana), el marmelero (Ruprechtia laxiflora), el guabirobá (Campomanesia xanthocarpa), el maría preta (Diatenopteryx sorbifolia), el alecrín (Holocalyx balansae), el cedro misionero, cedro blanco o igarí e yaporá– izí (Cedrela fissilis), la cerella (Eugenia involucrata), el chancharana, acarayá o cedro macho (Cabralea canjerana).
- 3.er. estrato:  árboles bajos o arbustos, como el helecho arborescente, chachi (Alsophila procera), la pariparoba (Piper gaudichaudianum) y el ñandipá (Sorocea bonplandii), el chachí manso (Dicksonia sp.) En el estrato herbáceo crecen helechos Doryopteris palmata y Doryopteris submarginalis.
- 4º estrato bajo: gramíneas Olyra latifolia y Pharus glaber, de hojas grandes;  y solanáceas, rubiáceas, lianas y  epifitas.

## Fauna
Varias de las especies animales asociadas a las formaciones de pino misionero, como el carayá rojo (Alouatta guariba), el loro vinoso (Amazona vinacea), y la urraca azul (Cyanocorax caeruleus), no están presentes en la Reserva; solo se halla el coludito de los pinos (Leptasthenura setaria).

### Invertebrada
Es asombrosamente numerosa, y compleja. Los lepidópteros tiene gran cantidad de especies.

### Vertebrados

#### Mamíferos
- Orden Didelphimorphia: varias spp. de marsupiales; cuica de agua (Chironectes minimus) –la presencia de esta sp. en el área no está confirmada, la mbicuré-hú (Didelphis aurita), comadrejita ágil (Gracilinanus agilis) y el colicorto selvático (Monodelphis sorex).
- Orden Xenarthra (Cingulata según otros)
  - Familia Dasypodidae,  incluye a los “acorazados” (alude a la caparazón que cubre el cuerpo de los tatúes, mulitas, pichiciegos y peludos): tatú-aí o rabo-molle (Cabassous tatouay), mulita grande o tatú-hú y el tatú-poyú, gualacate o tatú peludo (Euphractus sexcincyus
  - Familia Myrmecophagidae,  único representante es el oso melero o kaaguaré (Tamandua tetradactyla).

- Orden Chiroptera (murciélagos): murciélago jaspeado (Carollia perspicillata), el murciélago cara listada (Artibeus lituratus), el falso vampiro común (Sturnira lilium) y el murciélago rojizo común (Lasiurus boreales).

- Orden Primates con una sola sp., el mono caí oscuro (Sapajus nigritus cucullatus)

- Familia Canidae, zorro de monte (Cerdocyon thous)
- Familia Felidae, gato moro (Herpailurus yaguarondi), al tirica (Margay tigrina), al puma (Puma concolor) y al margay (Margay wiedii) (sin confirmar
- Familia Mustelidae: hurón mayor o irará (Eira barbara), el hurón menor (Galictis cuja)
- Familia Procyonidae: coatí (Nasua nasua), osito lavador, mayuato o aguará popé (Procyon cacrivorus).

- Orden de los Artiodáctilos
- Familia Tayassuidae: pecarí de collar, tateto o morito, Pecari tajacu, que incluye a todos los mamíferos que tienen la particularidad de desarrollar solo el tercero y cuarto dedos, como ocurre con los ciervos
- Familia Cervidae, dos spp.: corzuela colorada o parda (Mazama americana), la corzuela enana o paca (Mazama nana).

- Orden Rodentia (roedores)
  - Familia Sciuridae (ardillas): la ardilla gris o serelepe (Sciurus aestuans), solo protegida en dos áreas nacionales.
  - Familia Muridae o Cricetidae, que incluye a todos los ratones: ratón de monte (Akodon cursor), ratón topo (Thaptomys nigrita), ratón musaraña (Blarinomys breviceps), colilargo del plata (Oligoryzomys flavescens), colilargo orejas oscuras (Oligoryzomys eliurus), hocicudo grande misionero (Oxymycterus misionalis). De estas spp., solo tres están presentes en áreas protegidas de jurisdicción nacional y, las otras dos, el ratón musaraña y el colilargo del plata, los datos se consideran insuficientes y marginales.
  - Familia Erethizontidae: roedor coendú misionero o erizo (Sphiggurus spinosus), exclusiva de esta Reserva y del parque nacional Iguazú.
  - Familia Caviidae (cuises, mara y conejo de los palos): cuis grande o apereá (Cavia aperea), ampliamente distribucido en el territorio argentino
  - Familia Dasyproctidae: acutí bayo (Dasyprocta azarae)
  - Familia Agoutidae: paca (Agouti paca)
  - Familia Echimyidae: rata tacuarera (Kannabateomys amblyonyx)

- Familia Leporidae –del orden Lagomorpha- que muestra a un representante, el tapetí (Sylvilagus brasiliensis).

#### Avifauna
La riqueza faunística de la selva misionera o paranaense es enorme. Sigue en importancia la selva de las Yungas o tucumano-oranense.
Hay 220 spp., número incrementable con más avistajes.
- Familia Tinamidae: tres especies poco frecuentes y que, fuera del área analizada, solo se encuentran en el parque nacional Iguazú: el macuco (Tinamus solitarius), el tataupá rojizo (Crypturellus obsoletus) y el tataupá chico (Crypturellus parvorostris)
- Familia Anatidae: pato cutirí (Amazonetta brasiliensis)
- Familia Cathartidae (jotes y cóndores): jotes cabeza negra (Coragyps atratus), cabeza colorada (Cathartes aura)
- familia Accipitridae: milanos, esparveros, aguiluchos; siguientes especies: milano cabeza gris (Leptodon cayanensis), milano pico garfio (Chondrohierax uncinatus), milano tijereta (Elanoides  forticatus), milano plomizo (Ictinia plumbea), esparvero grande (Accipiter poliogaster), (solo en esta reserva y en el P.N. Iguazú), el esparvero común (Accipiter erythronemius), el taguató común (Buteo magnirostris), el águila viuda (Spizastur melanoleucus), cuyas poblaciones son escasas y es vulnerable
- Familia Falconidae: el carancho (Polyborus plancus), el chimachimá  (Milvago chimachina), el halcón montés chico (Micrastur ruficollis), el halcón montés grande (Micrastur semitoquatus), halconcito colorado (Falco sparverius)
- Familia Cracidae (pavas de monte, charatas y yacutingas): la yacupo-í (Penelope superciliaris), yacutinga (Aburria jacutinga) presuntamente desaparecida de la reserva
- Familia Phasianidae: el urú (Odontophorus capueira), con riesgo de enlistarse de especies amenazadas en la Argentina y que recibe amparo de la jurisdicción nacional solo aquí y en el P. N. Iguazú.
- Familia Rallidae: el Aramides y el Rallus (spp. del 1º tienen un aspecto similar al de una gallina y colores vistosos, en las del 2º predominan los colores parduzcos y poco llamativos); el chiricote (Aramides cajanea), el saracura (Aramides saracura), la gallineta negruzca (Pardirallus nigricans), solo en el P. N. Iguazú y en San Antonio
- Familia Charadriidae: tero común (Vanellus chilensis)
- Familia Columbidae –palomas-, paloma picazuro (Columba picazuro), la paloma colorada (Columba cayennensis), la torcaza (Zenaida auriculata), la torcacita colorada (Columbina talpocoti), la torcacita común (Columbina picui), la palomita azulada (Claravis pretiosa), la yerutí común (Leptotila verreauxi), la yerutí colorada (Leptotila rufaxilla) y la paloma montera castaña (Geotrygon montana), sp. poco común.
- Familia Psittacidae: loros, guacamayos, cotorras, están presentes en la Reserva el calancate ala roja (Aratinga leucophthalma), el chiripipé cabeza verde (Pyrrhura frontalis), la catita enana (Forpus xanthopterygius), la catita cabeza roja (Pionopsitta pileata), el loro maitaca (Pionus maximiliani), el loro vinoso (Amazona vinacea), una especie escasa, categorizada a escala internacional como “en peligro” y solo presente en el P. N. Iguazú y en esta reserva.
- Familia Coccyzidae: cuclillos y tingazúes, el cuclillo canela (Coccyzus melacoryphus), el tingazú (Piaya cayana)
- Familia Crotophagidae: el anó chico (Crothophaga ani), el pirincho (Guira guira), el crespín (Tapera naevia), el yasiyateré grande (Dromococcyx phasianellus), el yasiyateré chico (Dromococcyx pavoninus).

- Familia Tytonidae (lechuzas)
- Familias Tytonidae, con una sola especie lechuza de campanario (Tyto alba) y
- Familia Strigidae, el alicuco común (Otus choliba), la lechuza listada (Strix hylophila) –solo amparada por la Reserva San Antonio y el P. N. Iguazú-, el caburé chico (Glaucidium brasilianum), el lechuzón negruzco (Asio stygius)
- Familia Caprimulgidae: el añapero castaño (Lurocalis semitorquatus), el curiango (Nyctidromus albicollis), el atajacaminos ocelado (Nyctiphrynus ocellatus), el atajacaminos colorado (Caprimulgus rufus), el atajacaminos oscuro (Caprimulgus sericocaudatus), el atajacaminos chico (Caprimulgus parvulus) y el atajacaminos tijereta común (Hydropsalis brasiliana).
- Familia Apodidae vencejos: el vencejo de cascada (Cypseloides senex), el vencejo de tormenta (Chaetura meridionalis)
- Familia Trochilidae los picaflores: el ermitaño escamado (Phaetornis eurynome), el picaflor copetón (Stephanoxis lalandi) y el picaflor violáceo (Thalurania glaucopis) –solo protegidos por el P. N. Iguazú y la Reserva San Antonio-, el picaflor común (Chlorostilbon aureoventris), el bronceado (Hylocharis chrysura), el garganta blanca (Leucochloris albicolis).
- Familia Trogonidae, El surucuá amarillo (Trogon rufus) –presente solo en San Antonio y en el P. N. Iguazú–, el surucuá común (Trogon surruca)
- Familia de los martines pescadores se observa al martín pescador grande (Megaceryle torquata), al mediano (Chloroceryle amazona) y al chico (Chloroceryle americana).
- Familia Bucconidae, el chacurú grande (Notharchus swainsoni) y el chacurú cara negra (Nystalus chacuru), solo presentes en el P. N. Iguazú y en San Antonio.
- Familia Ramphastidae, los tucanes y arasarís: el arasarí fajado (Pteroglossus castanotis), el tucán pico verde (Ramphastos dicolorus), ambos de escasa distribución, el tucán grande (Ramphastos toco)

- Orden Passeriformes, carpinteros
- Familia Picidae, el carpintero cuello canela (Picumnus temminckii), el carpintero blanco (Melanerpes candidus), el carpintero arco iris (Melanerpes flavirostris), el carpintero oliva manchado (Veniliornis spilogaster), el carpintero dorado verdoso (Piculus aurulentus), el carpintero real verde (Colaptes melanochloros), el carpintero campestre (Colaptes campestris), el carpintero cabeza amarilla (Celeus flavescens), el carpintero garganta estriada (Drycopus lineatus), el carpintero grande (Campephilus robustus).

- orden Passeriformes
- Familia Dendrocolaptidae, arapasú, trepadores y chincheros, está presente con siete especies, cinco exclusivas de la reserva y del parque nacional Iguazú. Esta situación, tantas veces repetida en cuanto a la avifauna de la reserva San Antonio, indica claramente la importancia de esta pequeña área protegida.
- Familia Furnariidae, coluditos, horneros, bandurritas, chotoy, pijuíes, curutiés, espineros, tacuareros, es muy numerosa y en el área presenta 17 especies, una de las cuales, el coludito de los pinos (Leptasthenura sataria), encuentra amparo solo en la Reserva y ocho solo comparten su presencia con el P. N. Iguazú.
- Familia Thamnophilidae, bataraés, chororós, chocas y tiluchis, con 10 spp. en la reserva natural estricta San Antonio
- Familia Formicariidae –tovacas y chululús- posee dos especies que comparten su exclusividad con el P. N. Iguazú
- Familia Rhinocryptidae, (chucao, huet-huet, gallitos y churrines) yacutoro (Pyroderus scutatus) integrante de la misma familia –Cotingidae- que el conocido pájaro campana, es la única especie de dicha familia presente en el área
- Familia Pipridae (nombre vulgar es el de bailarines).
- Familias Tiránidos (Tyrannidae) y en la reserva hay 29 especies con nombres diversos como sus fisonomías, colores y tamaños. Entre ellas figuran las mosquetas, los doraditos, los fiofios, los piojitos, las monjitas y viuditas y muchos otros más. Las conocidas urracas se incluyen en la familia Corvidae y la reserva cuenta con dos especies, en tanto los chivís y juan chiviro -familia Virenidae- presenta tres de presencia permanente. Los zorzales, que forman parte de la familia Turdidae, muestran tres especies; la familia Mimidae (calandrias), tienen una sola especie; la ratona común (Troglodytes aedon) es la única especie presente de la familia Troglodytidae. La familia Fringillidae abarca al verderón, a los cabecitas negras y negrillos, y cuenta con una especie; la familia Parulidae –pitiayumís y arañeros– posee cinco especies con presencia permanente en la Reserva. Por último, hay dos familias de passeriformes, una muy numerosa –Emberizidae- con 30 especies en el área (mistos, corbatitas, capuchino, reinamoras, pepiteros, jilguero, coludo, yales, monteritas y varios nombres más), y la otra –Icteridae- (boyeros, tordo ala amarilla, loica, varilleros, tordo músico, pecho colorado, yapú y otros), con dos especies.

## Recursos culturales
No se ha investigado extensamente la presencia de restos arqueológicos u otros vestigios de asentamientos humanos, no teniéndose una idea de los recursos culturales que podría esconder la reserva.
En el área protegida, funcionaba la Estación del disuelto Instituto Forestal Nacional, investigando y experimentando en dasonomía del pino paraná y del eucalipto. El ex IFONA conservaba muchas hectáreas de selva prístina. Cuando en la década de 1990 se produce el cierre de este instituto, la Administración de Parques Nacionales puso ese relicto bajo su control y administración con la figura jurídica de "reserva natural estricta". Como eran tierras fiscales federales que pasaban a otro organismo federal, la idea se concretó.

## Alternativas turísticas
Por la categoría de reserva natural estricta, no se admite ningún uso. Por ende, no ingresan turistas. Solo se autorizan visitas de científicos.

## Accesos
Se llega por la RN 101, a 5 km de la localidad de San Antonio (Misiones) y 338 km de Posadas. Cuenta con una oficina, un guardaparque y un brigadista en San Antonio.

## Problemas de conservación
El problema más acuciante de la reserva es su insularidad, por el pequeño tamaño relativo. Este fenómeno apareja inconvenientes contra la sustentabilidad de las spp. El entorno lo forman campos con gran actividad antrópica, fundamentalmente del lado brasileño. En tal sector fronterizo no existe ningún "buffer" (amortiguación), dado que el río San Antonio es fácilmente franqueable –apenas alcanza 10 m de ancho- luego la fauna que pasa ese límite se encuentra en zonas explotadas donde será atacada o sustraída.
Además hay ausencia de caminos internos dificultando el control, y para otros trabajos.
Aparecen spp. vegetales exóticas como paraíso y uvenia, y es harto frecuente el hurto de semillas de Araucaria.
Hay "caza furtiva" en el límite oeste, cerca de la "Colonia El Pesado"; y "pesca furtiva" en el Arroyo homónimo. Ambas depredaciones aumentó en la provincia de Misiones por la miseria y pésimas condiciones socioeconómicas de la región. La provincia tiene la 2.ª más alta densidad poblacional de Argentina (26,6 hab./km²) lo que producen los minifundios es muy escaso. Así, el habitante echa mano a cualquier recurso para subsistir, entre ellos la caza de animales silvestres (Laclau, 1994).
Además, en el límite norte, pobladores brasileños abrieron una picada en el río San Antonio.
Urge completar el proyecto de ampliación elaborado por la delegación regional del NEA de la Administración de Parques Nacionales.

## Administración
Por resolución n.º 126/2011 de la Administración de Parques Nacionales de 19 de mayo de 2011 se dispuso que la reserva natural encuadrara para los fines administrativos en la categoría áreas protegidas de complejidad III, por lo cual tiene a su frente un intendente designado, del que dependen 4 departamentos (Administración; Obras y Mantenimiento; Guardaparques Nacionales; Conservación y Uso Público) y la división de Despacho y Mesa de Entradas, Salidas, y Notificaciones. La intendencia tiene su sede en la localidad de San Antonio.